# Шишков, Цачо

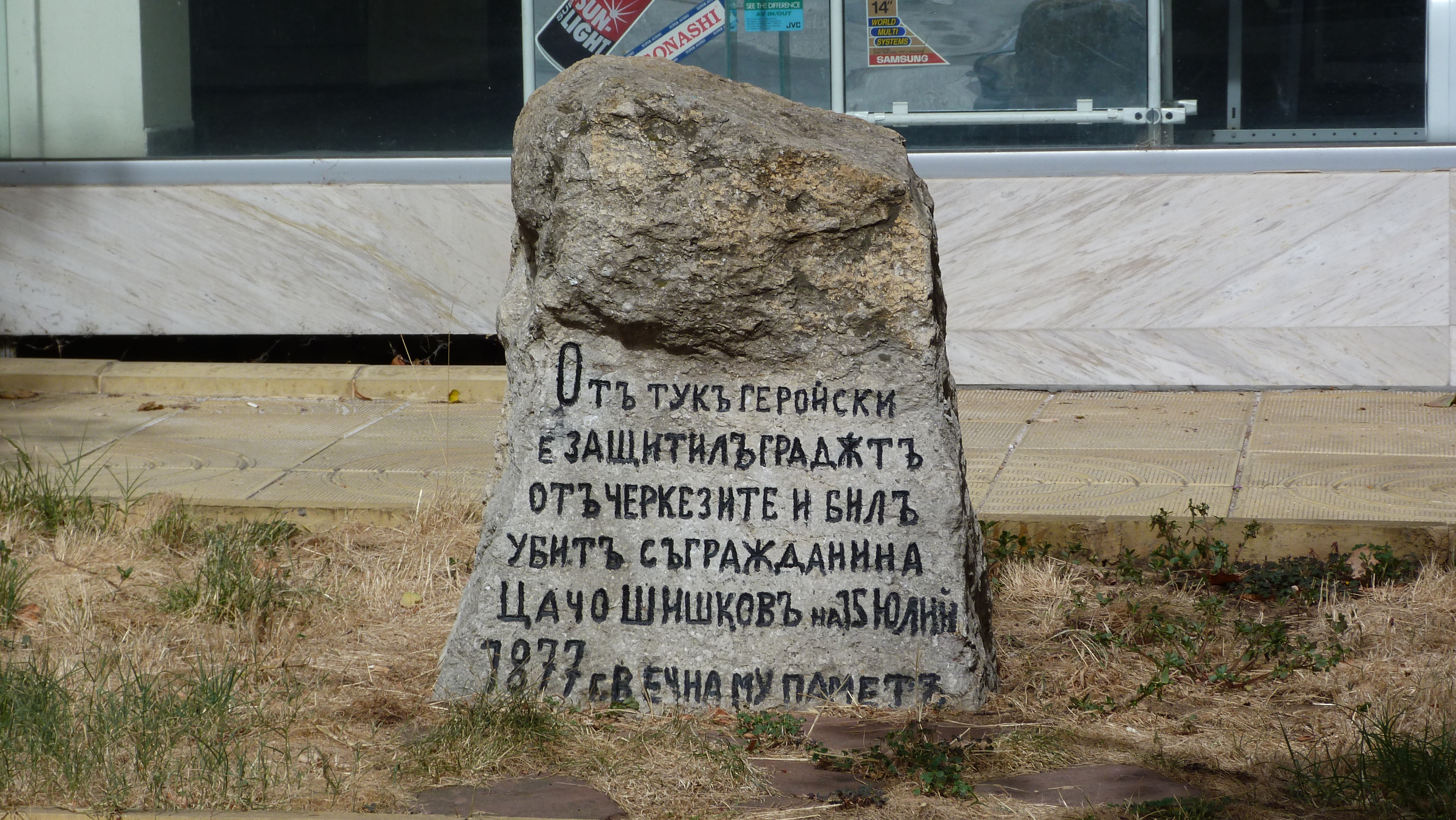
Памятник Цачо Шишкову

Цачо Шишков (1837 — 15 июля 1877) — болгарский волонтёр милиции Ловеча, герой Русско-турецкой войны (1877—1878). Убит в бою с турками при Ловече 15 июля 1877 года.
При появлении турецкого отряда Цачо Шишков оказал ему сопротивление и, прикрывая отступление дозорного отряда, погиб.
Цачо Шишков является гражданином — героем города Ловеч. Его именем названа одна из улиц города, а также в его честь на улице города Ловеч установлен памятный камень с надписью:
«От тук геройски е защитавал града от черкезите и е бил убит съгражданинът — Цачо Ст. Шишков на 15 юлий 1877 г. Вечна му памет.»